# Каплиця РКЦ (Підгайці)
Каплиця РКЦ в Підгайцях — римсько-католицька каплиця, пам'ятка архітектури місцевого значення в місті Підгайцях Тернопільської области України. Розташована на місцевому цвинтарі.

## Відомості
Збудована в 1903 році.
У 1960-х роках радянська влада закрила святиню, яку у 2005 році реставрувала місцева громада.
У середині каплиці поховані два римсько-католицьких священники Станіслав Кіршка та Ридзь.
Нині необарокова каплиця служить господарським приміщенням.